# Варзея (Арока)
Варзея (порт. Várzea; МФА: [ˈvaɾ.zi.ɐ]) — парафія в Португалії, у муніципалітеті Арока. Розташована в західній частині країни, на теренах історичної португальської провінції Бейра. Входить до складу округу Авейру. За адміністративним поділом, чинним до 1976 року, терени парафії були складовою провінції Берегове Дору. Належить до Авейрівської діоцезії Католицької церкви. Патрон — Ісус Христос. Площа — 1,7910 км². Населення — 540 ос. (2011). Слабо урбанізований регіон. Густота населення — 301,51 осіб/км²
. Код — 010420.

## Географія

Арока (2013)
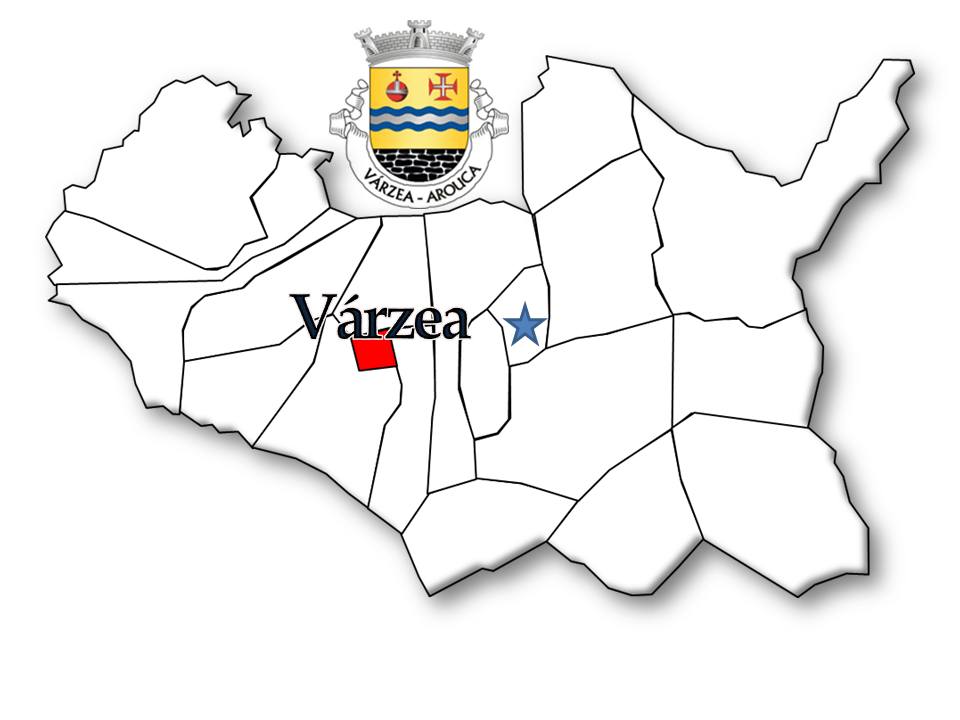
Варзея

## Населення
| Кількість мешканців | Кількість мешканців | Кількість мешканців | Кількість мешканців | Кількість мешканців | Кількість мешканців | Кількість мешканців | Кількість мешканців | Кількість мешканців | Кількість мешканців | Кількість мешканців | Кількість мешканців | Кількість мешканців | Кількість мешканців | Кількість мешканців |
| ------------------- | ------------------- | ------------------- | ------------------- | ------------------- | ------------------- | ------------------- | ------------------- | ------------------- | ------------------- | ------------------- | ------------------- | ------------------- | ------------------- | ------------------- |
| 1864                | 1878                | 1890                | 1900                | 1911                | 1920                | 1930                | 1940                | 1950                | 1960                | 1970                | 1981                | 1991                | 2001                | 2011                |
| 289                 | 302                 | 333                 | 841                 |                     |                     |                     | 386                 | 484                 | 524                 | 445                 | 521                 | 545                 | 559                 | 540                 |